# Pilsbryspira albocincta
Pilsbryspira albocincta é uma espécie de gastrópode do gênero Pilsbryspira, pertencente a família Pseudomelatomidae.